# آسیب‌شناسی دیجیتالی
آسیب‌شناسی دیجیتالی (انگلیسی: Digital pathology) زیرمجموعه‌ای از آسیب‌شناسی است که بر مدیریت داده‌ها براساس اطلاعات تولید شده از اسلایدهای نمونه دیجیتالی تمرکز دارد. این نوع آسیب‌شناسی از راه استفاده از فناوری مبتنی بر رایانه، از میکروسکوپ مجازی استفاده می‌کند. در ادامه اسلایدهای شیشه‌ای به اسلایدهای دیجیتالی تبدیل می‌شوند که می‌توانند از طریق مانیتور کامپیوتر مشاهده، مدیریت و به اشتراک گذاشته و تجزیه و تحلیل شوند. با استفاده از تصویربرداری کامل اسلاید (WSI) که نام دیگری برای میکروسکوپ مجازی است، زمینه آسیب‌شناسی دیجیتالی در حال رشد است و در پزشکی تشخیصی کاربرد دارد، با هدف دستیابی به تشخیص، پیش‌آگهی و پیش‌بینی کارآمد و ارزان‌تر بیماری‌ها به کار می‌رود. به دلیل موفقیت در هوش مصنوعی و یادگیری ماشینی این روش آسیب‌شناسی در حال گسترش است.
پیش از پیشرفت‌های اخیر در حوزه میکروسکوپ، اسلایدها معمولاً توسط اشکال گوناگون اسکنر فیلم دیجیتالی می‌شدند و وضوح تصویر به‌ندرت از ۵۰۰۰ dpi فراتر می‌رفت. امروزه می‌توان بیش از ۱۰۰۰۰۰ نقطه در اینچ را به دست آورد و بنابراین به وضوح‌های نزدیک به میکروسکوپ نوری نزدیک شد. این افزایش در وضوح اسکن قیمت بالایی دارد؛ در حالی که هزینه اسکنر مسطح یا فیلم معمولی از ۲۰۰ تا ۶۰۰ دلار است، اسکنر اسلاید ۱۰۰۰۰۰ dpi از ۸۰۰۰۰ تا ۲۰۰۰۰۰ دلار متغیر است.